# بخش مرکزی شهرستان ملکان
بخش مرکزی شهرستان ملکان یکی از بخش‌های تابعه شهرستان ملکان در استان آذربایجان شرقی در آذربایجان ایران است.

## تقسیمات کشوری
- بخش مرکزی شهرستان ملکان
  -  دهستان گاودول غربی
  - دهستان گاودول مرکزی

شهر ملکان،مبارک شهر

## جمعیت
بنابر سرشماری مرکز آمار ایران، جمعیت بخش مرکزی شهرستان ملکان در سال ۱۳۸۵ برابر با ۷۸۲۷۲ نفر بوده است.